# Mohammad Ali Samatar
Mohamed Ali Samatar (somali:  Maxamed Cali Samatar; Kismayo, 1 de janeiro de 1931 - Virgínia, 19 de agosto de 2016) foi um político e militar somali. Foi um importante membro do Conselho Revolucionário Supremo e também atuou como primeiro-ministro da Somália de 1 de fevereiro de 1987 a 3 de setembro de 1990.
Serviu como Ministro da Defesa da Somália de 1970 a 1987 e durante a Guerra de Ogaden foi comandante das operações do Exército Nacional da Somália.
Após o início da guerra civil, se mudou para os Estados Unidos, onde morreu aos 85 anos.